# Landres-et-Saint-Georges
 Landres-et-Saint-Georges  es una población y comuna francesa, en la región de Champaña-Ardenas, departamento de Ardenas, en el distrito de Vouziers y cantón de Buzancy.
Está integrada en la Communauté de communes de l'Argonne Ardennaise.
Landres absorbió Saint-Georges en 1828.

## Demografía
| 304 | 428 | 397 | 410 | 580 | 561 | 577 | 590 | lac. | lac. | 590 | 549 | 528 | 504 | 509 | 509 | 507 | 432 | 429 | 408 | 308 | 276 | 235 | 247 | 239 | 244 | 228 | 217 | 180 | 158 | 128 | 113 | 104 | 101 |
| Para los censos de 1962 a 1999 la población legal corresponde a la población sin duplicidades (Fuente: INSEE [Consultar]) |     |     |     |     |     |     |     |      |      |     |     |     |     |     |     |     |     |     |     |     |     |     |     |     |     |     |     |     |     |     |     |     |     |

### Censos de población de Saint-Georges hasta su incorporación a Landres

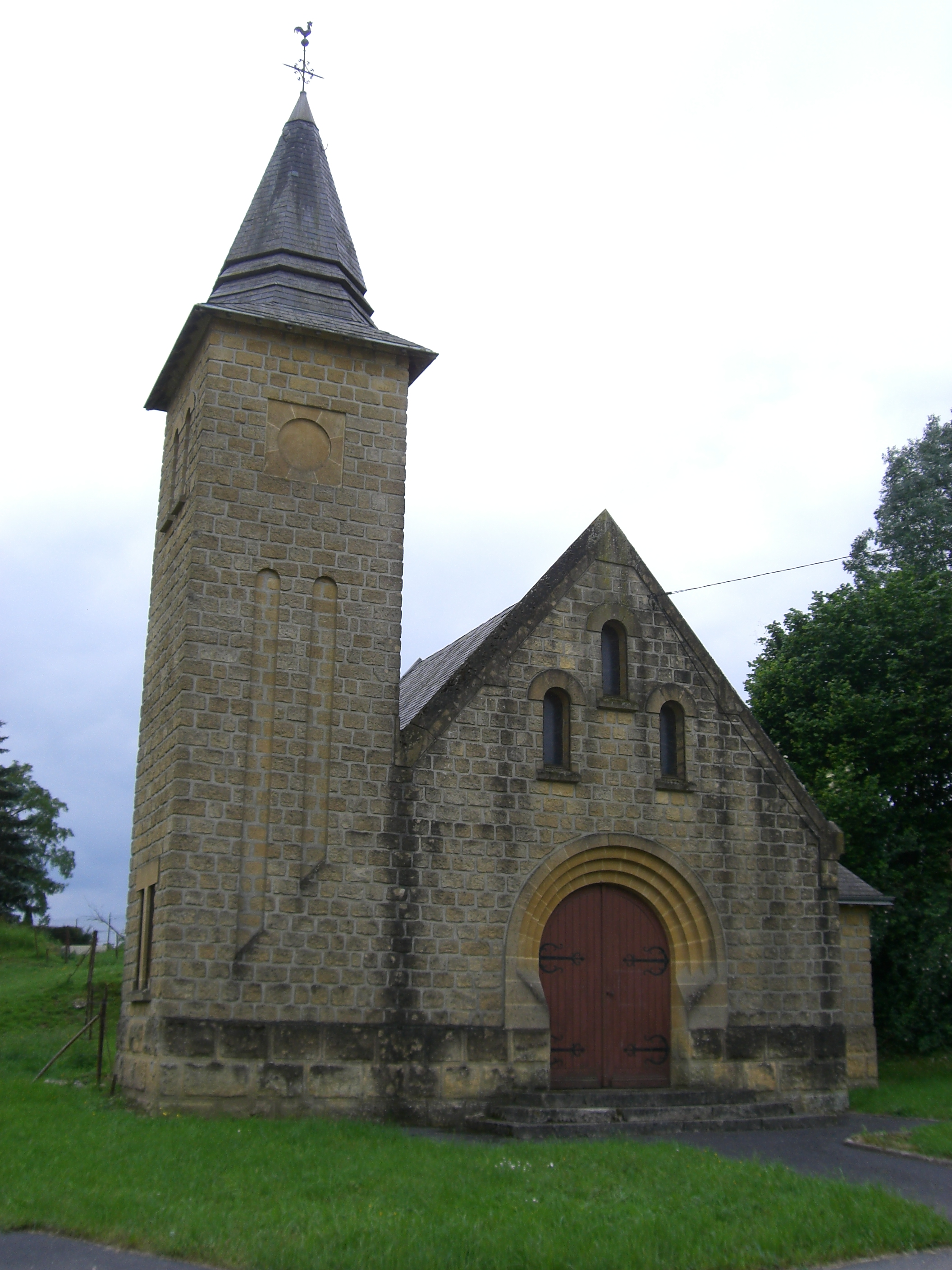
Capilla de Saint-Georges.

| 109 | 98 | 91 | 97 |
| Para los censos de 1962 a 1999 la población legal corresponde a la población sin duplicidades (Fuente: INSEE [Consultar]) |    |    |    |